# Gennaro Delvecchio
Pour les articles homonymes, voir Delvecchio.
Gennaro Delvecchio (né le 25 mars 1978 à Barletta, dans la province de Barletta-Andria-Trani, dans les Pouilles) est un footballeur professionnel italien, évoluant au poste de milieu de terrain.

## Biographie

### En club

#### Premiers pas
Gennaro Delvecchio fait ses premiers pas de footballeurs au Barletta Calcio Sport : il remporte avec l'équipe jeune, dont il porte le brassard de capitaine, le championnat régional des équipes de jeunes lors de la saison 1994-95. À la fin de la saison, la faillite du club l'amène à signer lors de la saison 1995-96 à l'AS Melfi en Serie D, la première série amateur. Lors de sa première saison, il se partage entre équipe première et équipe junior. Avec l'équipe junior, il remporte à nouveau le tournoi régional et arrive en demi-finale du tournoi national regroupant tous les vainqueurs des tournois régionaux. Il restera trois saisons à l'AS Melfi le club se classant d'abord 4e, puis 5e, puis 8e de son groupe. Gennaro Delvecchio devient dès la deuxième saison un titulaire de l'équipe et étonne par sa capacité à marquer (8 buts lors de sa deuxième saison, 6 la suivante).
Ces bonnes prestations lui valent l'appel de la Serie C1 : il est engagé par le Giulianova Calcio, club des Abruzzes, lors de la saison 1998-99. Il ne jouera qu'un seul match durant toute la saison. L'équipe termine 4e mais manque la montée après son élimination en demi-finale des play-off contre l'US Juve Stabia (3-2, 0-2). Déçu de ne pas jouer, il va abréger son expérience au Giulianova Calcio et signe lors de la saison 1999-2000 au Castrovillari Calcio en Serie C2, club avec lequel il marquera 3 buts en 29 matchs.
Gennaro Delvecchio poursuit ses pérégrinations footballistiques en signant la saison suivante à Catane en Serie C1, contrôlé par la famille Gaucci. À peine arrivé, Delvecchio est prêté à l'US Catanzaro, toujours en Serie C2 : avec le club de Calabre, il va jouer 26 matchs et marquer 2 buts. Le club, 4e, va frôler la montée, en n'étant sortie qu'en finale de play-off par l'AS Sora (0-0, 1-3). La saison suivante, 2001-02, il est à nouveau prêté, cette fois à la Sambenedettese, toujours en Serie C2. L'équipe termine 5e de son groupe et obtient la montée en Serie C1 après la victoire en finale de play-off face à l'US Brescello (3-1, 0-1). Gennaro Delvecchio marque 2 buts en 22 matchs. 

#### Découverte de la Serie B
À l'été 2002, il passe brièvement au Pérouse Calcio, club dont le propriétaire est toujours la famille Gaucci, pour disputer la Coupe Intertoto mais il ne sera pas utilisé. Il repasse alors pour l'intégralité de la saison à la Sambenedettese en Serie C1 : l'équipe poursuit sur la lancée de la saison précédente et termine 5e du championnat régulier avant d'être éliminée en demi-finale des play-off par Pescara (1-0, 0-2). Delvecchio joue 30 matchs et marque 5 matchs, se montrant déterminant dans les bons résultats du club.
Ce n'est que tardivement qu'il va faire ses débuts en Serie B, à 25 ans, lors de la saison 2003-04, lorsqu'il retourne à Catania. Delvecchio reste un milieu de terrain prolifique : il marque 8 buts en 27 matchs alors que le club termine à une bonne 9e place. La saison suivante, il change de club mais toujours de propriété des Gaucci, le Pérouse Calcio. En Serie B, le club obtient une bonne 4e place et ne rate la montée dans l'élite qu'aux play-off, face au Torino FC (1-2, 1-0). Delvecchio est un titulaire indiscutable : il marque 6 buts en 33 matchs. Mais au terme de la saison, le club de Ombrie fait faillite, laissant Gennaro Delvecchio et grande part de l'équipe libre de tout contrat. 

#### Expériences du haut-niveau
Ses excellentes prestations ainsi que la gratuité de sa signature pousse beaucoup de clubs à s'intéresser à lui. C'est l'UC Sampdoria qui remporte la mise. Le club génois va le prêter immédiatement à l'US Lecce, en Serie A. pour la saison 2005-06. Il fait donc ses débuts en Serie A à 27 ans, lors de Lecce-Ascoli (0-0) le 11 septembre 2005. La saison du club sera un échec, débouchant sur une descente en Serie B (19e). Malgré tout, la saison personnelle de Delvecchio sera réussi et il sera l'un des seuls à s'être montré au niveau, en marquant 4 buts en 29 matchs. Cette bonne saison lui permet de rentrer à l'UC Sampdoria en position de force. De surcroît s'ajoute, en août 2006, sa première convocation et son premier et unique match avec le maillot de l'équipe d'Italie, sous la direction du nouveau sélectionneur Roberto Donadoni. Malgré les offres reçues par plusieurs équipes de Serie A, l'UC Sampdoria décide de garder le joueur pour la saison 2006-07. 
Son début de saison est particulièrement prometteur avec 3 buts dans les 5 premiers matchs. Jouant de sa capacité à couvrir différents rôles au milieu de terrain, il va se tailler une place de titulaire et jouera 31 matchs pour 5 buts, plus 7 matchs et 2 buts en Coupe d'Italie où l'équipe arrivera jusqu'en demi-finale, éliminée par l'Inter de Milan (0-3, 0-0). Cette demi-finale permet au club de se qualifier pour la Coupe de l'UEFA, Inter de Milan et AS Rome s'étant qualifié pour la Ligue des champions. L'équipe termine à la 9e place du championnat. 
Ainsi, Gennaro Delvecchio participe à ses premiers matchs européens lors de la saison 2007-08. Blessé pendant plusieurs mois, il ne peut participer à toute la saison mais jouera tout de même 26 matchs et marquera 2 buts. L'équipe se classera à une excellente 6e place. Il est conservé pour la saison 2008-09 où, une fois encore, il marquera des buts décisifs : 6 en 28 matchs. Il joue aussi 6 matchs de Ligue Europa. Atteint en février d'un thrombus, un caillot sanguin à la jambe droite, il sera indisponible deux mois. Après trois années à l'UC Sampdoria, il signe le 30 juin 2009 un contrat de 3 ans avec Catania, en Serie A, club dans lequel il avait déjà évolué lors de la saison 2003-04, le club évoluant alors en Serie B. Avec le club sicilien, il n'aura toutefois pas le temps de jeu escompté pour un joueur d'expérience comme lui : 17 matchs sans buts, et rarement en tant que titulaire. Le club se sauve et obtient une place en milieu de classement. Il revient à Catane, en série A, en juillet 2011.
Gennaro Delvecchio a été aligné deux fois dans les buts : une fois lors de la saison 2005-2006 avec l'US Lecce contre Treviso (1-2), où il remplace le gardien Vincenzo Sicignano expulsé à la 87e minute. La seconde fois avec l'UC Sampdoria contre la Reggina Calcio lors de la saison 2006-2007, toujours en fin de match, lorsqu'il remplace Gianluca Berti blessé, les trois changements ayant été effectués.

### En équipe nationale
Gennaro Delvecchio possède une sélection en équipe nationale lors d'un match amical à Livourne en août 2006 face à la Croatie, match perdu 2-0 par les Italiens. Il sera ensuite rappelé par le sélectionneur Roberto Donadoni pour 4 matchs qualificatifs pour l'Euro 2008 en septembre et octobre 2006 sans toutefois être utilisé.

## Clubs
- 1994-1995 : Barletta CS
- 1995-1998 : AS Melfi
- 1998-1999 : Giulianova Calcio
- 1999-2000 : Castrovillari Calcio
- 2000-2001 : US Catanzaro
- 2001-2002 : Sambenedettese Calcio 1923
- 2002-2003 : Sambenedettese Calcio 1923
- 2003-2004 : Calcio Catane
- 2004-2005 : AC Pérouse
- 2005-2009 : UC Sampdoria 
  - 2005-2006 : US Lecce  (prêt)
- 2009-jan. 2012 : Calcio Catane 
  - jan. 2011 -2011 : Atalanta Bergame  (prêt)
- jan. 2012-2012 : US Lecce
- 2012-2013 : US Grosseto FC [1]
- 2014 : AS Bari

## Palmarès
Néant